# Rájec (okres Šumperk)
Rájec (v místním nářečí Réc, německy Gross Rasel) je obec v okrese Šumperk v Olomouckém kraji. Leží jihovýchodně od Zábřehu. Žije zde 593 obyvatel.

## Geografie
Katastrální území Rájec u Zábřeha sousedí s těmito katastrálními územími: Zábřeh na Moravě, Leština u Zábřeha, Zvole u Zábřeha a Jestřebí u Zábřeha.
Rájec se nachází na severozápadní Moravě, jihovýchodně od Zábřehu. Rozkládá se na pomezí dvou geomorfologických celků: Mohelnické brázdy a Zábřežské vrchoviny. Rozhraní těchto dvou celků zhruba kopíruje silnici, vedoucí severojižním směrem od Zábřehu (Ráječku) do Zvole a protínající obec napůl.
Druhou pomyslnou osou je Rájecký potok, pramenící v lese u Jestřebí a tekoucí západovýchodním směrem vesnicí směrem k Moravské Sázavě. Do ní se vlévá asi 800 metrů východně od středu obce. Řeka Moravská Sázava protéká rájeckým katastrem v jeho východní části (zhruba severojižním směrem), aby se o několik set metrů dál u Zvole připojila k řece Moravě. Obec Rájec, stejně jako celé široké okolí, náleží k úmoří Černého moře.
Nejníže položené místo rájeckého katastru se nachází na jihovýchodě u Zvole v nadmořské výšce 265 metrů. Naopak nejvyšší je bod na místě styku katastru rájeckého, zvolského a jestřebského (u křižovatky nad Jestřebím směr Zvole), dosahující 399 metrů. Střed obce (křižovatka) leží ve výšce cca 274 metrů.
Západní polovina rájeckého katastrálního území je tvořena táhlými kopci, na kterých jsou zejména velké lány polí s mezemi, dále pak louky a lesy. Východní část je rovinatá, pokrytá většinou obdělávanými poli.
Od severu k jihu prochází Rájcem silnice, dříve frekventovaná spojnice Šumperska a Olomoucka, vytvářející ve středu obce charakteristickou šikanu. Z východní strany – mezi obydlenou částí a železničním koridorem – Rájec od roku 2008 velkým obloukem obchází nově vybudovaná silnice I/44, de facto obchvat obce, ve skutečnosti je to pouze dopředu zbudovaný sjezd z plánované dálnice Mohelnice–Šumperk. Ještě dále na východ je položena železniční trať Zábřeh–Olomouc. Od Leštiny vede silnice do středu vesnice, plynule pokračující západním směrem ke svatému Antoníčkovi a posléze jako lesní cesta do Jestřebí.

## Historie

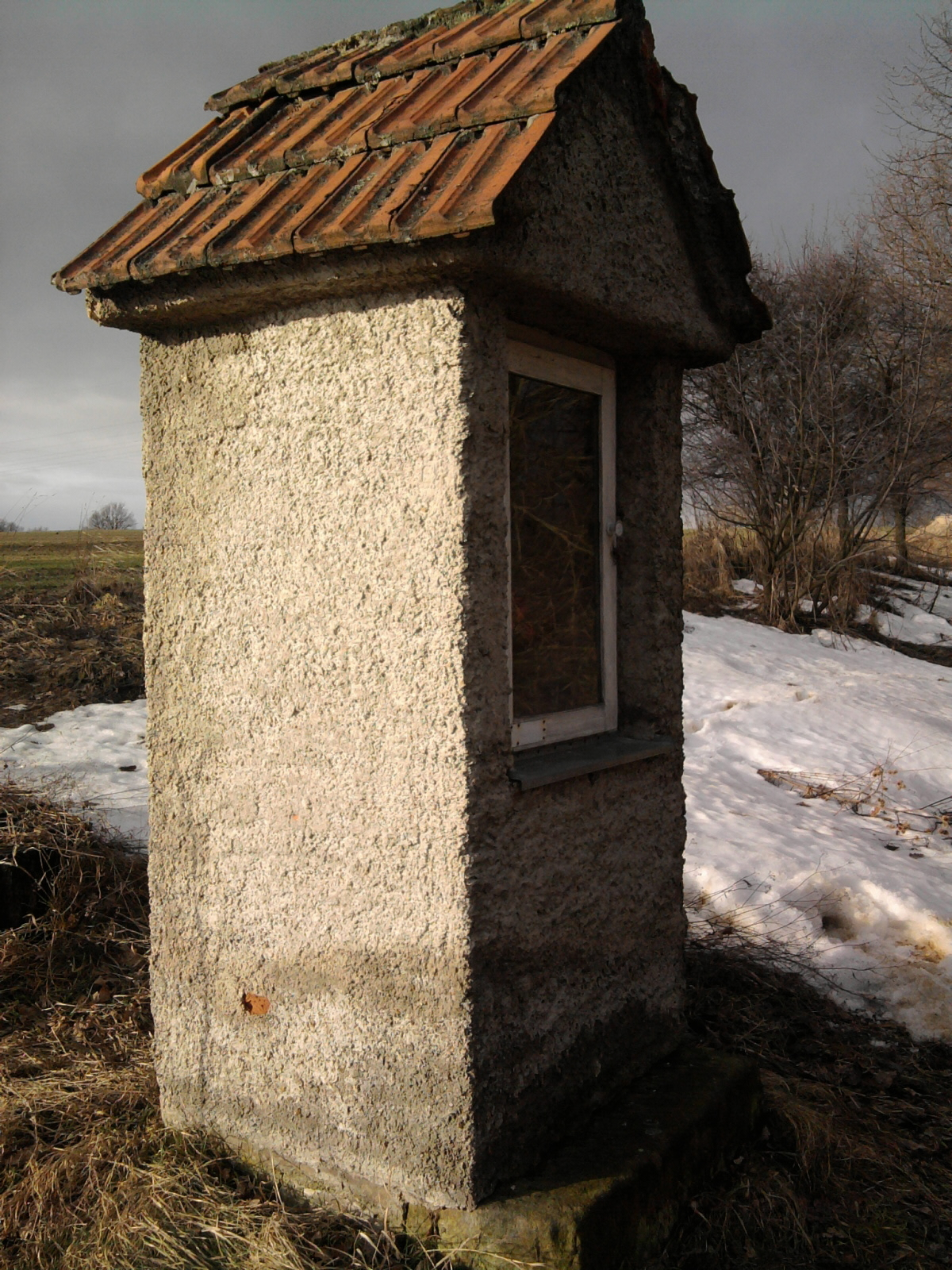
Boží muka svatých Petra a Pavla

Rájec byl s velkou pravděpodobností založen kolonisty ze statků na Blanensku a Tišnovsku, které odtud povolal některý z olomouckých biskupů ve 13. století. Tomu nasvědčují identické názvy sousedních obcí z obou oblastí – Rájec, Ráječek (Ráječko), Skalička, Jestřebí atd. Rájec je prvně zmiňován v jisté latinské listině z roku 1273 jako Reyssiel Magnum, kdy byl podřízen mohelnické rychtě. Kolem roku 1320 pak byl Rájec biskupským lénem v mohelnické provincii. Na konci 14. století byla ves zvaná jako Raycz Moravicalis a obývali ji čeští osadníci. V té době měl v Rájci v držbě půdu man Heralt – leník olomouckého biskupa a purkrabí na Moravě. Byl zřejmě zakladatelem rytířského, později panského rodu Rájeckých. Během 15. století byla ves a panství Rájec v držení pánů z Rájce a pánů z Mírova, zpravidla jako biskupské léno.
V roce 1468 proběhla poblíž vesnice bitva u Zvole, v níž bylo české vojsko krále Jiřího z Poděbrad pod velením Zdeňka Kostky z Postupic poraženo uherským vojskem krále Matyáše Korvína. V letech 1480–1499 byl Rájec v držení Jana z Mírova a na Rájci (Jan Rájecký), který měl dlouholetý spor s Jiřím starším Tunklem z Brníčka a Zábřeha. Od sklonku 15. století užívali ráječtí vladykové také přídomku Valecský nebo Valecký. Potomci Jana Rájeckého drželi tvrz a ves Rájec až do poloviny 16. století. Jan (Hanuš) Rájecký z Mírova osvobodil ves Rájec od odúmrti. Ráječtí roku 1554 prodali statek Rájec Žerotínům. Následovalo období, kdy se majitelé často střídali – Rájec byl odkoupen, přičleněn k mírovskému panství, držen jako zástava a koncem 16. století opět vyplacen. Po roce 1640 pak byl Rájec nadále připojen k mírovskému biskupskému panství. V roce 1643 vtrhli do vsi Švédové a zapříčinili, že dvůr se zcela vylidnil.
Rájec byl od svého založení v druhé půli 13. století drobným lénem olomouckých biskupů a přecházel v domácí vladycké rodině Rájeckých z Mírova z pokolení na pokolení až do druhé půle 16. století. Rod Rájeckých z Mírova vymřel v 17. století.
V roce 1786 byla na mírovském panství a potažmo i v Rájci vykoupena robota. V roce 1787 byl rozparcelován knížecí arcibiskupský dvůr v Rájci (jeho poloha se nacházela v nynějším středu obce jižně až jihozápadně od křižovatky) a na jeho pozemcích byla založena nová osada Theodorov či Teodorov – dnes část obce od křižovatky směrem na jih ke Zvoli. Od roku 1867 až do období první republiky měl Teodorov obecní samosprávu, tzn. že v té době existovaly v těsné blízkosti dvě samostatné obce – Rájec a Teodorov. Spojením obou dříve samostatných vsí vznikl dnešní Rájec. Datace opětovného spojení se různí – jeden zdroj uvádí rok 1923, druhý zdroj zase 1930. V Ottově slovníku je Teodorov pojmenován česky Bohdanov. Na mapách z let 1836–1852 je Rájec psán jako Gross-Raasel (Gross Rasel), tj. Velký Rájec. Sousední Ráječek (dnes součást Zábřehu) je na tehdejších mapách značen jako Klein-Raasel (Klein Rasel).
V roce 1864 vypukl nešťastnou náhodou v Teodorově (ve dvoře – dnes středu obce) zhoubný požár. Prudký vítr roznesl oheň po doškových střechách, v důsledku čehož vyhořela velká část vesnice. Na místě vyhořelých stavení byly postaveny domy nové a zároveň byl vytvořen půdorys středu obce v místě dnešní uličky, vedoucí od obecního úřadu k tzv. myslivně.

## Obyvatelstvo
| Rok            | 1869 | 1880 | 1890 | 1900 | 1910 | 1921 | 1930 | 1950 | 1961 | 1970 | 1980 | 1991 | 2001 | 2011 | 2021 |
| -------------- | ---- | ---- | ---- | ---- | ---- | ---- | ---- | ---- | ---- | ---- | ---- | ---- | ---- | ---- | ---- |
| Počet obyvatel | 642  | 609  | 630  | 596  | 641  | 651  | 613  | 505  | 506  | 491  | 503  | 451  | 470  | 481  | 489  |
| Počet domů     | 111  | 112  | 111  | 112  | 116  | 116  | 120  | 122  | 120  | 113  | 123  | 138  | 144  | 156  | 162  |

Pozn.: V letech 1869 a 1910 se jedná o odhad počtu. Od roku 1970 jsou údaje platné vždy k 31. 12. V roce 1974 dosáhl počet obyvatel 500 (maximum od roku 1970 do současnosti).

## Obecní symboly
Znak a vlajka byly obci uděleny rozhodnutím předsedy Poslanecké sněmovny Parlamentu České republiky dne 27. března 2000.

## Pamětihodnosti
V katastru obce jsou evidovány tyto kulturní památky:
- Zvonice (na návsi) – drobná, v oblasti ojedinělá patrová zvonice ze druhé poloviny 19. století
- Rolnická usedlost č. p. 1 – lidová architektura z 18. století, upravená začátkem 19. století
- Smírčí kříž (na návsi) – středověký
- Sousoší Nejsvětější Trojice – památkou od roku 2003[11]

Dalšími pamětihodnými stavbami v Rájci jsou:
- Kaplička (v Teodorově)
- Boží muka svatého Petra a Pavla (na mezi mezi poli asi 1200 metrů západoseverozápadně od středu obce)
- Památník T. G. Masaryka (na návsi)
- řada křížků, umístěných na rozcestích po celé vsi (u sv. Antoníčka, u Václavkových, na křižovatce atd.)
- řada statků se zachovalou původní dispozicí (zejména na jižní straně západní části návsi)

## Pomístní jména

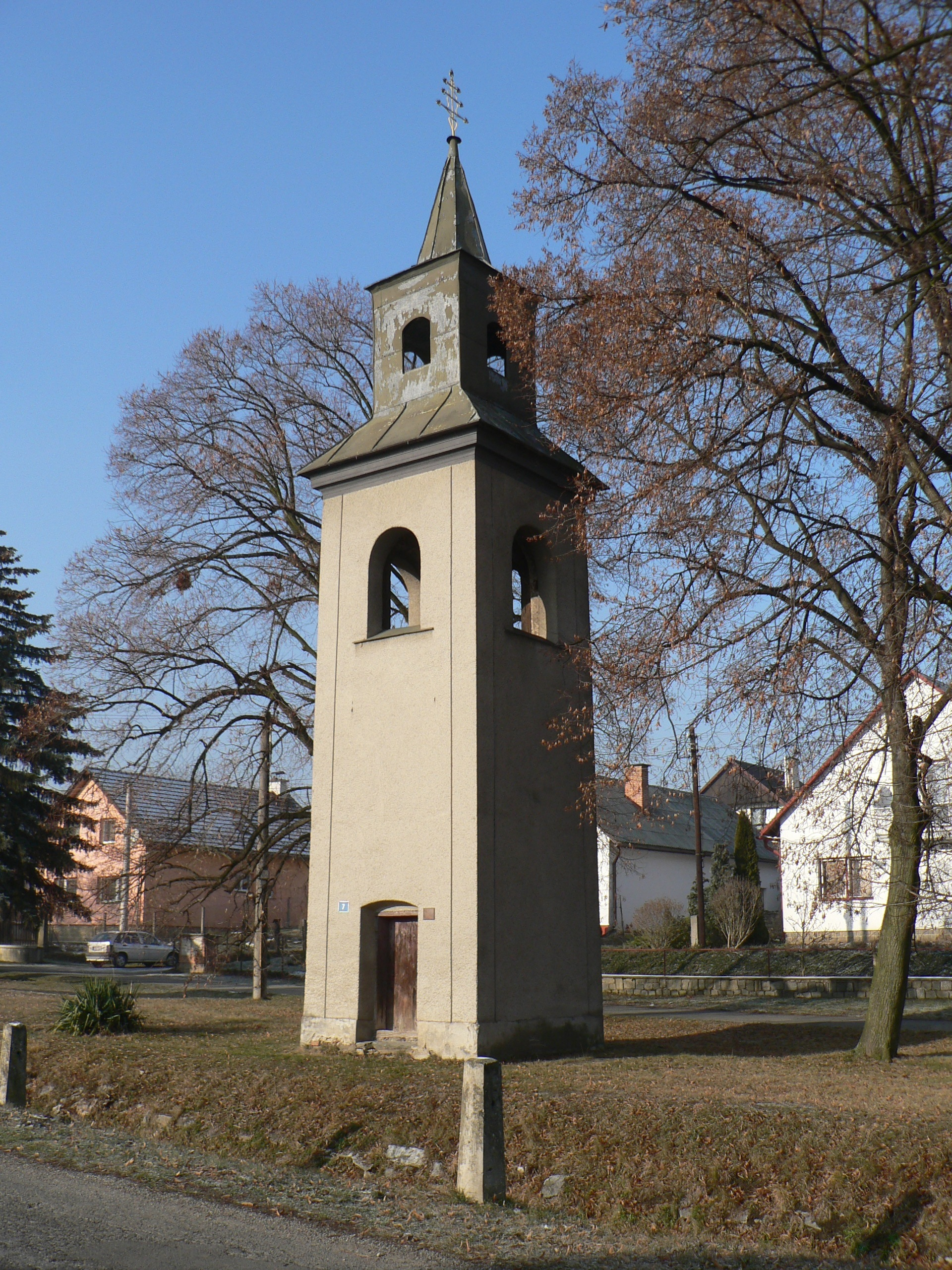
Patrová zvonice na návsi

- Antoníček (svatý Antoníček, U Antóna) – tato místní část tvoří samotný západní konec intravilánu obce. Rozkládá se pod lesem u cesty směrem na Jestřebí. Nachází se zde pověstný dřevěný kříž svatého Antonína, hasičský areál a horní nádrž. Místo hasičských soutěží, karnevalů a zábav pro děti i dospělé.
- Boří – úvozní lesní cesta a okolní soukromé lesy ležící na západ od Rájce směrem k Jestřebí.
- Cikánka – lán pole západně od obce; leží mezi Bořím, Junáckým a Na pustinách.
- Dlouhé dílečky – lán pole severozápadně od obce; leží mezi sv. Petrem a Pavlem a Na pustinách.
- Dolečky (V dolečkách) – velký lán pole severně od horního konce.
- Dolní konec – část intravilánu obce na východ od středu směrem na Leštinu.
- Drážky (V Drážkách) – svažitá část polí těsně sousedící s intravilánem jihozápadně od středu obce. Do Drážek vede úzká ulička od návsi. Jsou charakteristické terasovitým uspořádáním. Oblíbené místo na procházky a zimní radovánky.
- Dvůr (Ve dvoře) – část středu obce, mezi křižovatkou a Drážkami. Osou této části je úzká ulička mezi obecním úřadem a bývalou myslivnou, vedoucí východozápadním směrem. Původně se zde nacházel panský dvůr. Právě zde v roce 1864 vypukl velký požár a celá tato část vyhořela.
- Hájek (Hájky) – část lesa na jihozápad od Rájce, která spolu se severněji položeným Bořím tvoří souvislý pás lesa. Na rozdíl od Boří je tvořen pouze jedním pozemkem o výměře cca 56 ha, jehož vlastníkem je Česká republika (resp. Lesy ČR).
- Hlíny (Na hlínách) – velký lán pole na táhlém kopci severozápadně od obce směrem na Ráječek a Skaličku.
- Horní konec – část obce s novodobou výstavbou mezi návsí a sv. Antoníčkem. Je položen v postupně se zužujícím korytě potoka, které je z obou stran obklopeno nízkými, avšak strmými svahy.
- Junácké (Na Junáckém, U Junáka) – (pramenné) místo v malém hájku několik metrů severně od koryta potoka, asi 400 m západně od hráze horní přehrady.
- Krčí – místo na severovýchodě katastru, sousedící s průmyslovými podniky a řekou.
- Luhy – lán pole na rovině na jihovýchod od obce mezi silnicí a železnicí směrem ke Zvoli.
- Měřice – lán pole severovýchodně od obce mezi železnicí a řekou.
- Na pustinách – lán pole v severozápadním cípu katastrálního území obce s nadmořskou výškou nad 350 metrů.
- Na stráni – louka jihozápadně od středu obce.
- Náves – část intravilánu západně od křižovatky dlouhá asi 250 metrů. Osu tvoří potok s původními patníky, malým hájkem a několika pamětihodnostmi (zvonička, smírčí kříž, Sousoší Nejsvětější Trojice, památník TGM). Podél koryta vedou dvě souběžné cesty, za nimiž se nacházejí řady původních statků, zachovalých zejména na jižní straně.
- Nový rybník – lán pole severovýchodně od obce za železnicí a vlečkou.
- Paseky – místo v lese západně od obce; leží někde mezi Bořím a Hájkem.
- Pod cestou – část extravilánu severně až severovýchodně od obce.
- sv. Petr a Pavel (U Petra a Pavla) – oblast v polích s mnoha mezemi západoseverozápadně od středu obce, obklopující stejnojmenná boží muka.
- Splav (U splavu) – oblíbené místo vycházek se nalézá východojihovýchodně od Rájce, za železniční tratí, u splavu na Moravské Sázavě. V současné době je zde usídlen bobr.
- Starý rybník – lán pole na východ od obce mezi železnicí a Moravskou Sázavou.
- Teodorov (Theodorov, Bohdanov) – část intravilánu obce Rájec, táhnoucí se od křižovatky podél silnice na jih směrem ke Zvoli v délce zhruba 600 metrů. Je charakteristický téměř souvislými řadami těsně sousedících statků (domů), vzniklých po parcelaci původního statku.
- U Hájku – louka na stráni jihozápadně od obce sousedící s Hájkem.
- Za vodou – pole v severovýchodním cípu katastru obce za řekou Moravskou Sázavou.

## Lidové zvyky a tradice – etnografie Rájce
Etnograficky patří Rájec do oblasti tzv. Horní Hané, která je severozápadním výběžkem vlastní Hané kolem Olomouce a Kroměříže. Rájec byl od svého založení čistě českou obcí, německá kolonizace se jej nedotkla. Pouze při sčítání obyvatelstva v letech 1880–1921 se menší část obyvatel přihlásila k jiné než české národnosti.
Pro oblast Horní Hané je charakteristický typ lidového stavitelství, kdy obytný dům není k návsi obrácen delší stranou (jako na vlastní Hané kolem Olomouce), nýbrž stranou kratší, se štítem. V Rájci le dosud najít pozůstatky obou typů. Příkladem hornohanáckých staveb jsou v Teodorově (Nové dědině) na západní straně silnice domy č. p. 87, 88 a 89, dále domy č. p. 94, 95 a 96. Na východní straně č. p. 63 a č. p. 62, u kterého jsou ještě původní dřevěná vrata a který je jedním z posledních dokladů, jak asi vypadaly statky v 19. století. Na návsi, na jižní straně, je souvislá řada čtyř statků (č. p. 32, 33, 34 a 35) i s vraty (a dvěma výměnky), která je nejlepší v obci dochovanou ukázkou hornohanáckého typu stavitelství. Na druhé straně typ hanácký s delší stranou do ulice je zastoupen například domy č. p. 61, 64 a 69 (západní strana v Teodorově) nebo č. p. 20 (severní strana na návsi). V 19. století, když se začaly střechy statků opatřovat těží krytinou a bylo nutné je podpírat sloupy, vznikaly arkádové otevřené chodby, v Rájci například domy č. p. 20 nebo č. p. 31. Nejvzácnější stavbou v Rájci je na křižovatce stojící dům č. p. 1 s roubenou stodolou.
Rájec je rozdělen na tzv. Starou dědinu a Novou dědinu. Stará dědina je zhruba shodná s "původním" Rájcem, táhnoucím se západovýchodním směrem podél potoka, k tomu se ještě navíc počítají novodobé přístavby na obou koncích vesnice, zejména novostavby západním směrem mezi návsí a sv. Antoníčkem. Nová dědina je vlastně bývalý Teodorov, bývalý dvůr a část domů od křižovatky na sever směrem k Zábřehu. Toto rozdělení se projevuje zejména u příležitosti místních tradic, kterými jsou Královnička, Vození krále a velikonoční hrkání.
V Rájci dodnes mnoho místních obyvatel mluví tzv. hanáčtinou, která patří do středomoravské nářeční skupiny. Několik příkladů, jak se o nas v Réco mlovi:
| zábřežská (récká) hanáčtina                    | hovorová čeština                        |
| ---------------------------------------------- | --------------------------------------- |
| So ňáké nachramčené.                           | Jsem asi nemocný.                       |
| Je hobené jak lont.                            | Je velmi hubený.                        |
| Šil z hospode a plóncal sebó od plota k ploto. | Při návratu z restaurace nešel přímo.   |
| Dé to ož do paščéke a žer!                     | Vlož to sousto do úst a jez, prosím tě! |
| Já tě dám takové flákan, až se z teho pose...! | Dám ti opravdu silnou facku.            |

## Současný život v obci
Ačkoliv je Rájec poměrně malou obcí a leží blízko Zábřehu, dokázal si doposud udržet mateřskou školu a první stupeň základní školy. V obci je malý obchod, hospoda a obecní knihovna. V současnosti zde jsou aktivní hasiči a SK Rájec. Dvakrát ročně pořádá škola a školka ve spolupráci s obecním úřadem besídky s vystoupeními dětí: v prosinci mikulášskou a před letními prázdninami na ukončení školního roku. Z novějších tradic se vžilo společné zpívání u nazdobeného smrku na návsi den před Vánocemi. Pravidelně se koná také obecní zabíjačka. Pro děti se pořádá dětský karneval, malování na silnici, zahájení prázdnin, rej čarodějnic a další akce.